# Ozero Svjatoje (sjö i Belarus, Vitsebsks voblast, lat 55,95, long 28,27)
Ozero Svjatoje (ryska: Озеро Святое) är en sjö i Belarus.   Den ligger i voblasten Vitsebsks voblast, i den norra delen av landet, 230 km norr om huvudstaden Minsk. Ozero Svjatoje ligger 139 meter över havet.
I omgivningarna runt Ozero Svjatoje växer i huvudsak blandskog. Runt Ozero Svjatoje är det glesbefolkat, med 8 invånare per kvadratkilometer.